# Patara guttata
Patara guttata är en insektsart som beskrevs av John Obadiah Westwood 1840. Patara guttata ingår i släktet Patara och familjen Derbidae. Inga underarter finns listade i Catalogue of Life.